# Петро-Павлівський храм (Хорол)
Історія Петро-Павлівського храму міста Хорол 

## Петропавлівська церква в XVIII – ХІХ століттях
Петро-Павлівська церква у місті Хоролі, трьохпрестольна в ім’я Святих Апостолів Петра і Павла, в ім’я Пресвятої Богородиці, в ім’я благовірного Олександра Невського була побудована в 1747 році. Як і більшість хорольских храмів того часу, церква була дерев’яна, тому в середині ХІХ століття вже потребував свого відновлення.
У 1885 на місці дерев’яної Петро-Павлівської церкви була збудована кам’яна, холодна церква в одному зв'язку із такою ж дзвіницею. Центральний престол у ім’я святих апостолів Петра і Павла, а два інших – ліворуч і праворуч – в ім’я Пресвятої Богородиці та святого благовірного князя Олександра Невського.
При церкві діяла церковно-приходська школа та церковна бібліотека.  Першим священиком тут був Афанасій Затворницький, який мав на той час платню 156 карбованців. а старостою церкви – Захар Пархоменко. Церковним хором управляв Григорій Нікольський. 
До Петропавлівської церкви належав Петропавлівський ставок, що був однією із водойм у руслі річки Лагодинка.

## Руйнація та занепад церкви у ХХ сторіччі
Під час штучного голодомору 30-х років ХХ сторіччя в Україні, Петро-Павлівський храм тодішня влада використовувала, як склад під зерно. Відтоді й почалася його поступова руйнація і повне знищення. 

## Відбудова церкви в кінці ХХ століття
У 1996 році розпочалася  відбудова нового храму, яку розпочав о. Василь Симулик. Але на одні пожертви мирян церкву відбудовувати було важко. Лише з 2000 року ця справа зрушила з місця. Пожертви та допомогу на будівництво надавали ВАТ “Хорольський механічний завод” та особисто директор М.І. Міщенко, директор Хорольського ветсанутильзаводу  О.Д. Вишневський, голова Староаврамівської сільської ради Олександр Газенко, лікар-невропатолог Л.М. Волощук, Хорольський  міський голова О.І. Ніколенко та небайдужі громадяни міста Хорол: М.М. Теренько, Г.А. Лісовський,  Ю.М. Подрєз, В.О. Мігаль, М.М. Мельник, В.Г. Герасименко, Г.А. Шабала, М.Г. Гарбар, В.М. Керекелиця, В.А. Устименко, О.С. Безносик та інші. До відновлення храму також долучилися представники української діаспори в Сполучених Штатах Америки панове Віктор і Віра Гаркуші (родом з Хорола) та пан Василь Луценко (родом із Котельви). Було зініційовано збір пожертв на будівництво Петро-Павлівського храму серед інших земляків-українців США. 
В 2008 двері храму Святих Апостолів Петра і Павла відчинилися для вірян, завдячуючи  благочинному Хорольського та Шишацького районів, настоятелю храму, митрофорному протоієрею, о. Василю Симулику. Храм був освячений Святійшим Патріархом Київським і всія України-Русі Філаретом, якому  від церковної ради вручила хліб-сіль С.І. Гриценко.  До освячення храму також долучилися Високопреосвященнійший митрополит Рівненський і Острозький Євсевій та єпископ Полтавський і Кременчуцький, Преосвященнійший Федір, священники та диякони Володимирського собору міста Києва та Полтавської єпархії. На відкритті Петро-Павлівськсого храму співав єпархіальний хор з Полтави.  
Під час протистояння на Сході України в 2014 -2018 роках о. Василь Симулик здійснював велику волонтерську роботу та збір пожертвувань для воїнів антитерористичної операції та переселенців із зони бойових дій, залучаючи активну хорольську громаду.